# خط ۱ متروی سئول
خط ۱ متروی سئول (انگلیسی: Seoul Subway Line 1) یکی از خطوط متروی سئول است.
این خط که در سال ۱۹۷۴ تأسیس شده دارای ۹۷ ایستگاه و ۲۰۰٫۶ کیلومتر طول است.

## نگارخانه

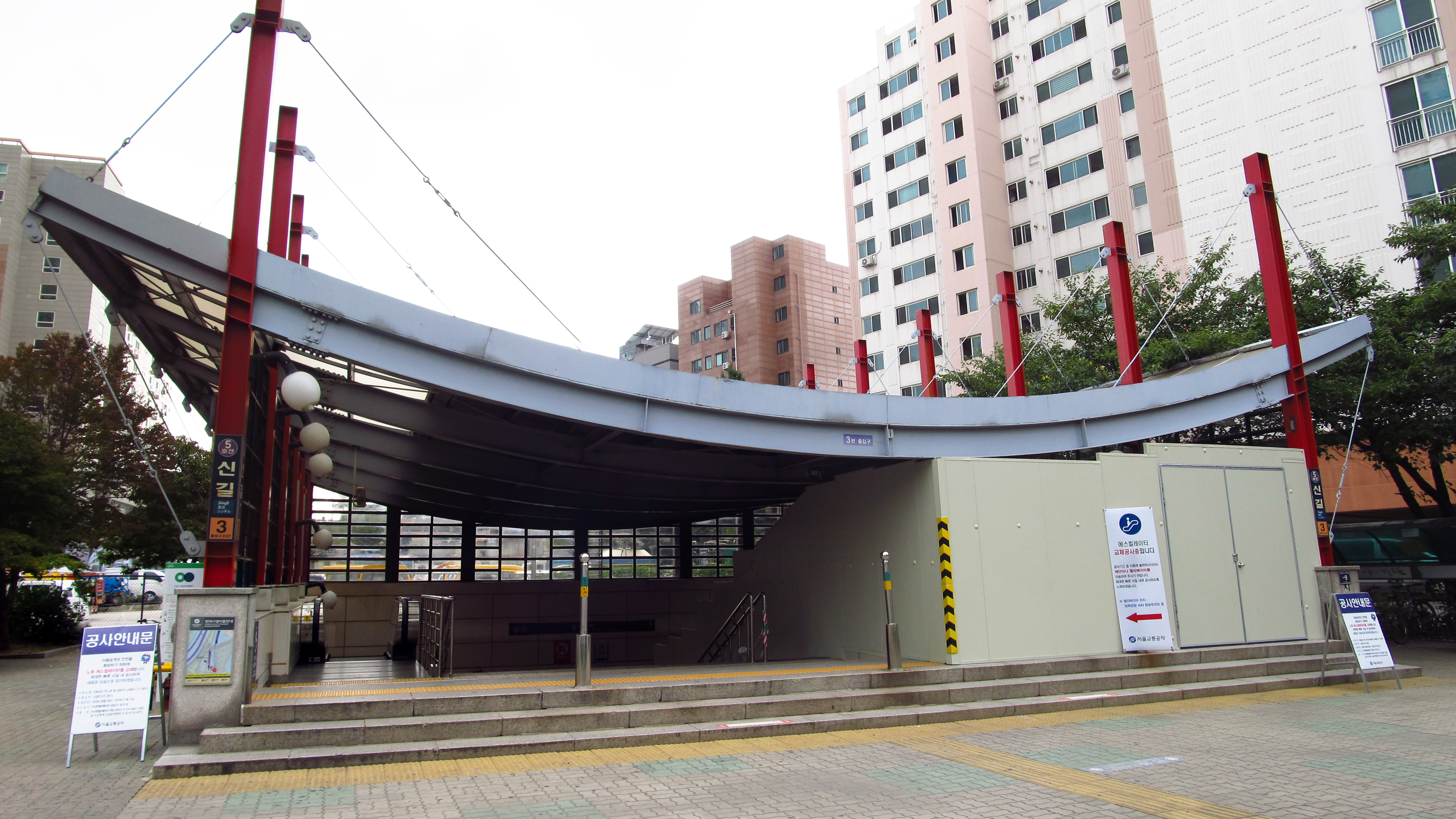
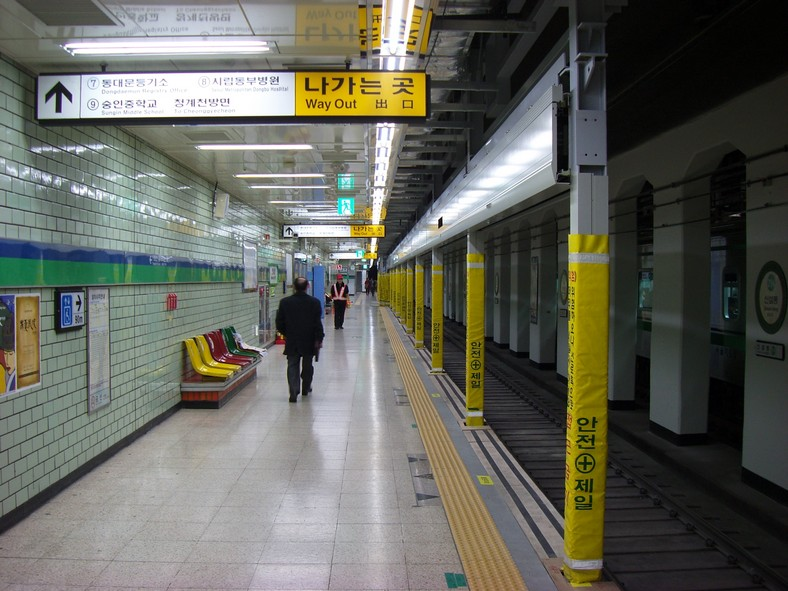
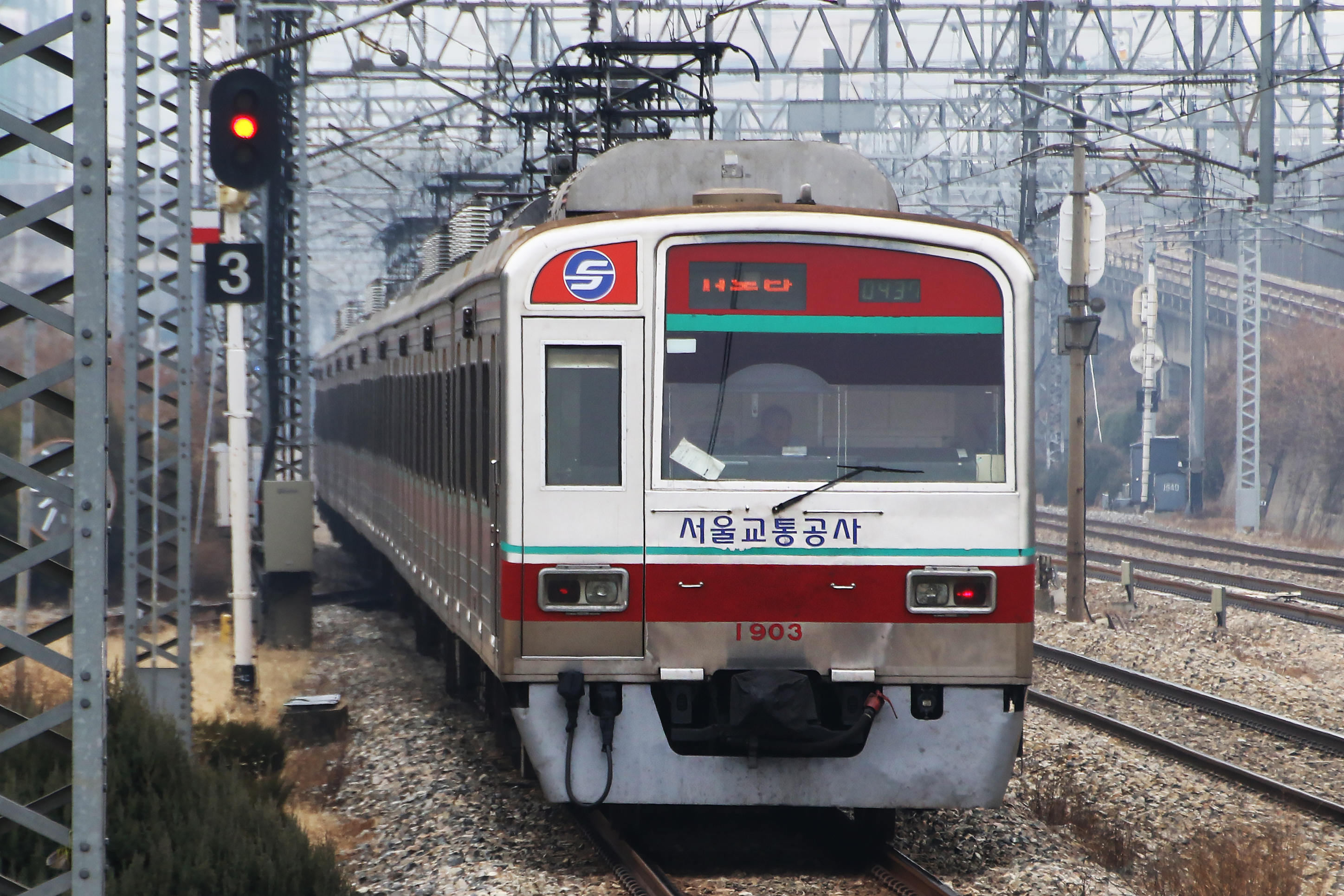
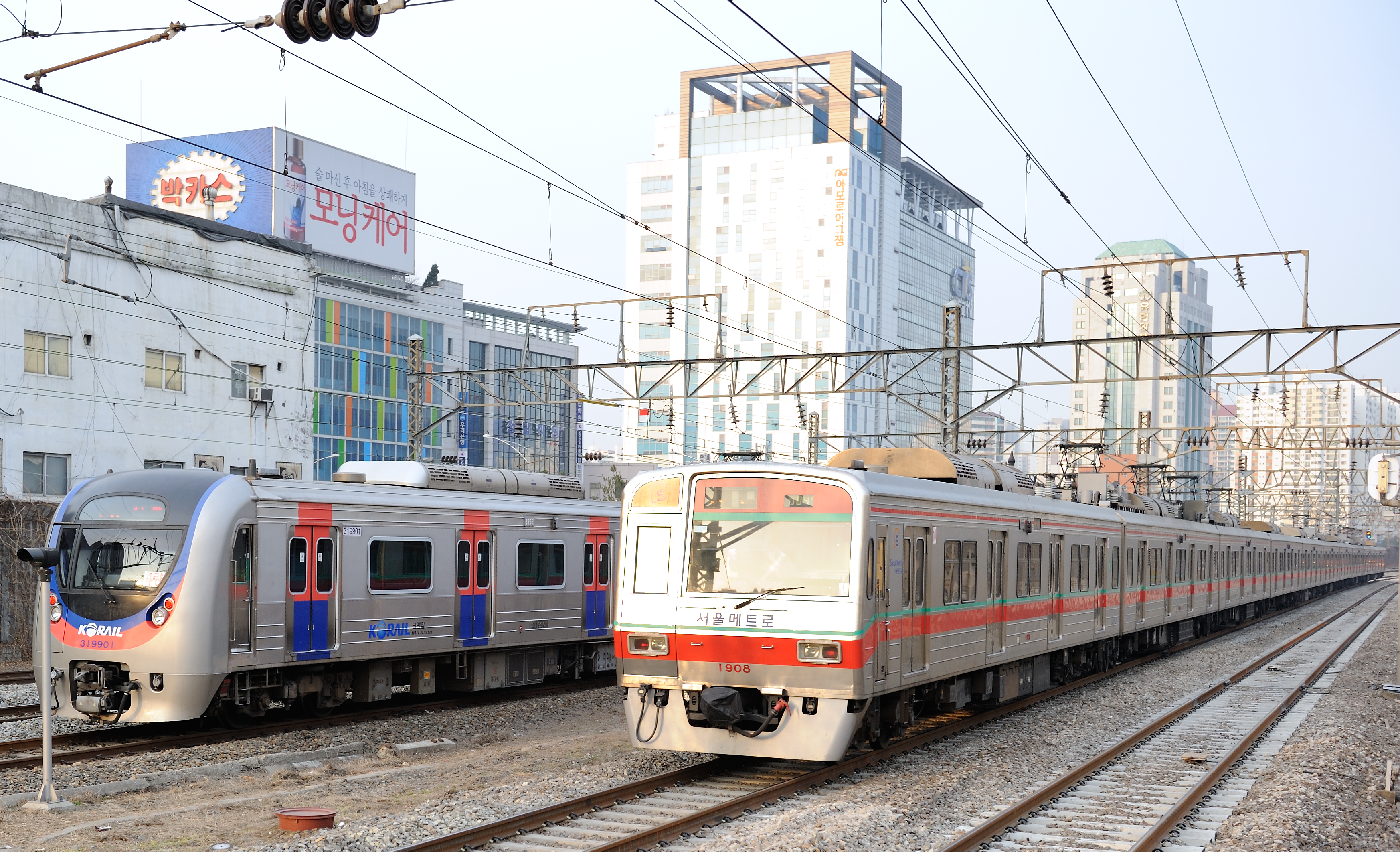